# Bernardo Medina
Bernardo David Medina (Asunción, Paraguay, 14 de enero de 1988) es un futbolista paraguayo. Juega como guardameta y su equipo actual es Santiago Morning de la Primera B de Chile.

## Trayectoria

### Libertad
Realizó las divisiones menores y llegó a debut con el Club Libertad. El 2008 fue el 3er arquero del club y formó parte del equipo que jugó la Copa Libertadores 2008 y Copa Sudamericana 2008. Al siguiente año volvió a formar parte de la Copa Libertadores 2009 y Copa Sudamericana 2009. El 2010 fue el año en el que se consolidó como portero titular atajando en la Copa Libertadores 2010 donde llegó hasta los cuartos de final siendo eliminado por las Chivas de Guadalajara. Con la llegada de Gregorio Perez, Medina pierde continuidad jugando solo 16 partidos. Con la llegada del uruguayo Rodrigo Muñoz, medina queda relegado en el banco de suplentes.
Luego de haber perdido continuidad, el 6 de julio de 2013 se acopla al plantel de General Díaz. El vínculo del portero con la entidad albinegra sería en un inicio por 6 meses, pero luego extendió su vínculo hasta el 31 de diciembre de 2016. Con General Díaz atajó en al Copa Sudamericana 2014 logrando eliminar en primera ronda a Cobresal.
Bernardo Medina es conocido por convertir goles desde el punto penal. Convirtió cuatro goles, en el Apertura 2016 convirtió un gol a Olimpia en la fecha 5, otro gol a Sol de América en la fecha 6, en el Clausura 2016 un gol a Cerro Porteño en la fecha 15 y un gol a Sportivo Luqueño en la fecha 19. Finalmente, descendió con General Diaz.El 1 de enero de 2017 Medina acuerda su vinculación por 3 años con el Deportivo Capiatá. Jugó la Copa LIbertadores 2017 y logró llegar hasta la tercera ronda, eliminó en la primera ronda al Deportivo Táchira, luego remontó épicamente una serie ante Universitario de Deportes en una serie que terminó 4-3 a favor de Capiatá y finalmente se eliminó frente al Atlético Paranaense.
El 2018 fichó por el Sportivo Luqueño para jugar la Copa Sudamericana 2018, a pesar de que se eliminó frente al Deportivo Cuenca cumplió una actuación descollante. Por su actuación en torneo internacional fue fichado por Mushuc Runa para disputar la Copa Sudamericana 2019. En el 2019 descendió con Deportivo Capiatá.
A inicios del 2020 fichó por el recién ascendido Atlético Grau por toda una temporada, además jugó la Liga 1 2020 y Copa Sudamericana 2020. A final de temporada desciende de categoría en la última fecha, al quedar penúltimo en la tabla de la Liga 1.

## Clubes
| Club              | País     | Año       |
| ----------------- | -------- | --------- |
| Libertad          | Paraguay | 2006-2013 |
| General Díaz      | Paraguay | 2013-2016 |
| Deportivo Capiatá | Paraguay | 2017      |
| Sportivo Luqueño  | Paraguay | 2018      |
| Mushuc Runa       | Ecuador  | 2019      |
| Deportivo Capiatá | Paraguay | 2019      |
| Atlético Grau     | Perú     | 2020      |
| Nacional          | Paraguay | 2021      |
| 12 de Octubre     | Paraguay | 2022      |
| Sol de América    | Paraguay | 2023      |
| Santiago Morning  | Chile    | 2024-act. |

### Participaciones en copas nacionales
| Copa               | País     | Resultado | Partidos | Goles |
| ------------------ | -------- | --------- | -------- | ----- |
| Copa Paraguay 2018 | Paraguay | 3° puesto | 6        | 0     |

## Palmarés
| Título            | Club          | País     | Año  |
| ----------------- | ------------- | -------- | ---- |
| Torneo Clausura   | Libertad      | Paraguay | 2010 |
| Torneo Clausura   | Libertad      | Paraguay | 2012 |
| Supercopa Peruana | Atlético Grau | Perú     | 2020 |